# Сварог
Сваро́г — давньослов'янський бог вогню та ковальства.  
Після прийняття християнства функції Сварога перейшли святим Кузьмі і Дем'яну.

## Етимологія
Лінгвіст Макс Фасмер писав, що теонім «Сварог» пов'язують з праслав. svara, svarь, що означає «той, що сварить, свариться; той, що карає». Фінський дослідник Вільйо Йоханнес Мансикка також згадує запозичене в слов'ян румунське слово sfarogŭ, švarogŭ «сухий, палаючий».
Теонім записаний в «Повісті врем'яних літ» як Соварога, Сварогъ, Сварогом, Сварога, Зварога; у пізньому Софійському літописі як Сварог, Сварож. Свароґ у давньо-рус. Сварог. Макс Фасмер визначив наголос у теонімі на «о», але в промові зафіксовано загальне слово «свар» з наголосом на «а».
Слово «Сварог» може мати індоіранський корінь (пор. санскр. स्वर्ग; svarga «небо»). Проте ця гіпотеза сумнівна через брак переконливих доказів.
Сучасний польський антрополог, фольклорист Міхал Лужинський виводить ім'я «Сварог» від праслов'янського слова «*sъvarogъ» («вогонь»), що походить від з'єднання кореня «*sъvarъ» («жар») і суфікса «*-ogъ». У свою чергу «*sъvarъ» походить від з'єднання «*sъ-» («хороший») і кореня «*varъ» («вогонь»).

## Образ і функції
Сварог посідав одне з головних місць у слов'янському пантеоні. В полабських слов'ян рівнозначний зі Святовитом і Триглавом. Ім'я бога війни Сварожича вказує на його підлеглість або походження від Сварога. Тому нерідко вважається, що Сварог — це батько Сварожича, хоча Сварожич може розглядатися і як «малий Сварог». Адже, на відміну від античної міфології, слов'янській невластиві розлогі описи сімейних стосунків богів.
Глоса до хроніки Йоанна Малали, вміщена в «Повісті минулих літ» під 1114 р., прирівняла Сварога до грецького Гефеста, бога вогню й ковальства, а його сина Дажбога — до бога сонця Геліоса. Там міститься пояснення, що Сварог — це обожений цар, у правління якого з неба впали ковальські кліщі і тоді почалося кування зброї; Сварог запровадив моногамію. Втім, такі аналогії могли виникнути як пряме наслідування грецької міфології без знання слов'янської. Водночас у балтійській міфології є переказ про коваля, що викував сонце та закинув його на небо, і в ньому можна вбачати Сварога. Також у скандинавській та балтійській міфології є мотив бога-коваля, котрий кує зброю для бога-громовержця, а як і у фінській міфології, де бог-коваль Ілмарінен є творцем Сонця, неба та багатьох чудесних предметів. Бог-коваль також бореться з силами хаосу, захищаючи свої творіння.

## Культ Сварога
Про поширеність культу Сварога свідчать топоніми Сварожин на Помор'ї (однак зафіксовано давнішу форму Сважишево), Сважендз в околицях Познані, Свариж у Росії, Сварен у Чехії, Сважин — на Полаб'ї (сучасний Шверін, Німеччина) та ін. Зі Сварогом, можливо, пов'язані назви, що виникли як евфемізми його імені: Тварожна Ґура (Польща), Тварозна (Чехія), Твароґ (теперішній Тбарашитцберг, Нижня Штирія). У XV ст. в Новгородській землі зафіксовано ще назви Сварузово і Свариз.

## Писемні згадки
Найраніше писемне джерело, що повідомляє про Сварога (Іпатіївський списку «Повісті минулих літ» (XV ст.) є вставкою зі слов'янського перекладу фрагменту візантійської «Хроніки» Йоанна Малали церковнослов'янською (записано фонетично):
І бисть по потопє і по раздлєни язик, почьа царьствоваті пєрвоє Мєстром от рода Хамова, по нєм Єрємія, по нєм Хвеоста, іжє і Сварого нарєкоша Єгиптянє… Тє жє Хвєоста закон уставі жєнам за єдін мужь посягаті… сєго раді прозваша і бог Сварог. І по сєм царьствова син єго, імєнєм Солньцє, єго жє наріцьають Дажьбог Солньцє царь, син Сварогоу, єжє єсть Дажьбог, бє бо мужь сілєн.
У цьому уривку, при перекладі з грецької на старослов'янську мову, ім'ям Сварог було перекладено ім'я Гефест (а Дажбог — Геліос). Тут Сварог пояснюється як цар із хамітських народів.
Версія про Сварога, як бога-коваля, є інтерпретацією фрагменту, наведеного у Повісті минулих літ за 5622 (1114) рік. Там, на підтвердження правдоподібності оповідання про падіння з хмари «скляних очок», наводяться оповідання з «Хронографа» про падіння білок, пшениці та іншого з хмар (див. Дощ із тварин). Зокрема починається розповідь про падіння ковальських кліщів з неба у Єгипті, що обривається на середині. Далі слідує переказ, наявний в Іпатієвському літописі. Фрагмент зазначає, що «За царювання цього Феоста у Єгипті впали кліщі з неба, і почали люди кувати зброю, а до того палицями та камінням билися. Той же Феоста закон видав про те, щоб жінки виходили заміж за одного чоловіка і вели Стриманий спосіб життя … Якщо ж хто переступить цей закон, хай вкинуто його в піч вогненну. Того ради прозвали його Сварогом, і шанували його єгиптяни».
Давньоруський гомілетичний текст XII ст. «Слово Христолюбця» дорікає тим із християн, хто «молиться до вогню, називаючи його Сварожичем». Інші тексти засуджують поклоніння вогню (зокрема під овном — спорудою, де сушилося збіжжя), проте не дають йому імені.

## Трактування образу
На думку академіка Михайла Грушевського та деяких інших дослідників, Сварог — головний, єдиний бог творчої сили цілої природи, володар світу, батько українського пантеону. Генрик Ловмянський розвинув теорію про те, що культ спільного протоіндоєвропейського бога (*Dyḗus) розвинувся у слов'ян у культ двох богів: Сварога у західних слов'ян і Перуна у східних. У VI столітті культ Сварога запозичили в західних слов'ян серби та хорвати. Александр Ґейштор трактував Сварога як небесний вогонь (сонце), Перуна — як атмосферний вогонь (блискавку), а Сварожича-Дажбога — як земний вогонь.
На думку хорватського науковця Ватрослава Ягича, Сварог не був найвищим богом слов'ян, і це був бог північний, новгородський, а не південний. Подібної думки дотримувався літературознавець Євген Анічков, який окрім того стверджував, що Сварог узагалі не ім'я бога, а назва священного вогню, і саме тому його не було серед пантеону князя Володимира.
Чеські історики Мартін Пітро і Петр Вокач пояснювали місце Сварога як бога-творця світу, який потім відійшов від земних справ, але водночас є небесним ковалем і богом сонця. Чеський славіст Їржі Динда пише, що з наявних джерел можна судити про відсутність у Сварога ознак божества. Натомість Сварог постає аналогом билинного волхва і богатиря Волха Всеславовича, а також інших чудесних ковалів (наприклад, як сліпий батько богатиря Святогора), які в руському фольклорі виготовляють зброю для богатирів і зварюють волосся чоловіків і жінок, символічно поєднуючи їх шлюбом.

## Сварог у рідновір'ї

Рідновірська Зірка Алатaр (Хрест Сварога)

Деякі рідновіри припускають, що в слов'янському язичництві існував єдиний Бог, як у християнстві, який мав множинні уособлення. Сварогу приписується створення Всесвіту, Землі, всіх істот на ній та людей, встановлення шлюбних законів. Річне коло сузір'їв (Зодіак) рідновіри звуть Колом Сварожим.
У Велесовій книзі, літературному фальсифікаті ХІХ або ХХ століття, на який посилається частина рідновірів, Сварог описаний як єдиний Бог у різних іпостасях:
|  | А будь блудень який, який буде перераховувати богів тих, відокремлюючи від Сварога, ви будете вирвані з роду, бо немає в нас богів крім Вишня. І Сварог і інші суть многі, бо бог єдиний і множинний. Та не розділяє ніхто тої множини і не рече, що маємо богів багато. Оригінальний текст (укр.) аще боть іе блоудень інь іакове олещашеть бозе тоіа одіеліащеве освргы ізверзждень буде ізрды іако не ніеміахомъ бозіа развіе вышень і сврг і іноі соуте множествоі іако бг іе іединь и мнъжествень да сен не разділіащеть нікіе тоа множьства і не рещашеть якожде іміахомь богы многоа се бо свентыре аде до ноі і да боудіемь достіщеноі овіа (30) |

Сварог трактується рідновірами також як перша особа Триглава, до якого рідновіри також зараховують Перуна й Велеса.

## Сварог і християнство
У Середньовіччі функції Сварога перейшли (за схожістю з його основною ковальською функцією) двом святим: Кузьмі і Дем'яну, чий образ іноді зливався в народних віруваннях у одного святого Кузьмодем'яна. Народом їм приписувалося виковування першого плуга та рала; вони уявлялися першими орачами, котрі запрягли в плуг велетенського змія, щоб створити Змієві вали.